# Bavington
Bavington – wieś w Anglii, w hrabstwie Northumberland. Leży 29 km na północny zachód od miasta Newcastle upon Tyne i 418 km na północ od Londynu. W 2001 miejscowość liczyła 99 mieszkańców.